# Валки (Житомирская область)
Валки (укр. Валки) — село на Украине, основано в 1927 году, находится в Хорошевском районе Житомирской области.
Население по переписи 2001 года составляет 101 человек. Почтовый индекс — 12114. Телефонный код — 4145. Занимает площадь 0,308 км².

## Адрес местного совета
12114, Житомирская область, Хорошевский р-н, с. Ягодинка, ул. Молодёжная, 1